# Camillo Massimo

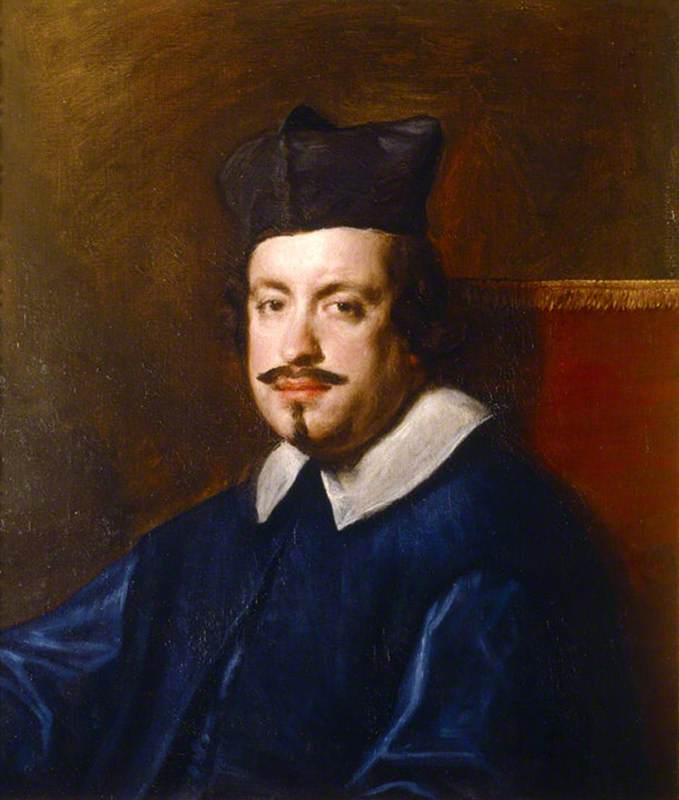
Camillo Massimo als Kleriker der Apostolischen Kammer (Porträt von Diego Velázquez, ca. 1651)

Carlo Camillo Massimo, auch Camillo Massimi (* 20. Juli 1620 in Rom; † 12. September 1677 ebenda) war ein Kardinal der Römischen Kirche.

## Leben
Er entstammte dem stadtrömischen Adel und gehörte der Familie der Massimo oder Massimi an. Camillo Massimo war das älteste der drei Kinder von Giacomo Luigi Massimo und dessen Ehefrau Giulia Serlupi. Sein Taufname war Carlo, nach dem Tod seines Onkels Camillo (genannt il Cieco) 1640 fügte er dessen Vornamen seinem eigenen hinzu, um einen Fideikommiss im Wert von etwa 250.000 scudi erben zu können.

Kardinalwappen (moderne schematische Darstellung)

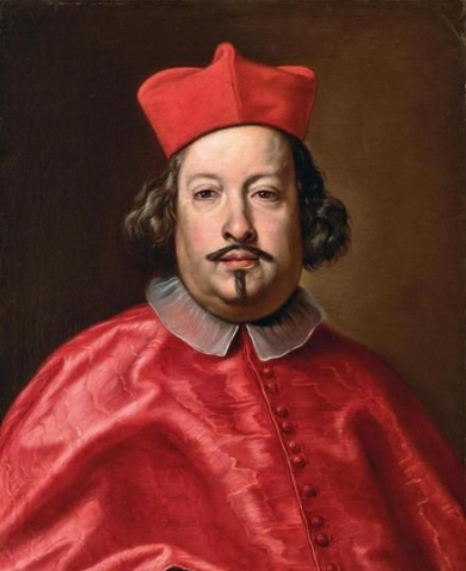
Camillo Kardinal Massimo (Gemälde von Carlo Maratta, 1671/72)

Als Neffe des Marchese Vincenzo Giustiniani besuchte Camillo Massimo seit seiner frühen Kindheit häufig das Haus und so auch die Kunstsammlung seines Onkels. Im Alter von zehn Jahren begann er seinen Zeichenunterricht bei Nicolas Poussin. Er studierte an der Universität La Sapienza und erlangte dort einen Doktortitel. Bereits in seiner Jugend wurde er Päpstlicher Hausprälat, 1651 dann Kleriker der Apostolischen Kammer.
Papst Innozenz X. ernannte ihn am 15. Dezember 1653 zum Lateinischen (Titular-)Patriarchen von Jerusalem. Die Bischofsweihe spendete ihm am 4. Januar 1654 in der römischen Kirche San Silvestro al Quirinale Kardinal Fabio Chigi; Mitkonsekratoren waren Erzbischof Giulio Rospigliosi, der spätere Papst Clemens IX., sowie Taddeo Altini OSA, Bischof von Civita Castellana e Orte und Päpstlicher Sakristan. Am 8. Januar 1654 wurde Camillo Massimo Päpstlicher Thronassistent. Der Papst entsandte ihn am 16. Januar 1654 als Nuntius nach Spanien, wo er bis 1658 amtierte und Diego Velázquez kennenlernte, den er förderte. In dieser Zeit versuchte er, einen Friedensschluss zwischen Spanien und Frankreich zu vermitteln, jedoch ohne die Beteiligung des Botschafters der Republik Venedig. Dies führte zu einem Protest Venedigs beim Papst und Camillo Massimo wurde aus der Nuntiatur abberufen. Danach lebte er in Roccasecca so gut wie im Exil, bis das Pontifikat Clemens’ IX. mit dessen Tod 1669 endete. Das Kardinalskollegium ernannte ihn für das Konklave 1669–1670 zu dessen Gouverneur.
Im Konsistorium vom 22. Dezember 1670 kreierte Clemens X. ihn zum Kardinalpriester. Den Kardinalshut und die pro illa vice zur Titelkirche erhobene Diakonie Santa Maria in Domnica erhielt er am 23. Februar 1671. Er optierte am 30. Januar 1673 zur Titelkirche Sant’Eusebio. Camillo Massimo nahm am Konklave 1676 teil, das Papst Innozenz XI. wählte. Am 19. Oktober 1676 optierte er für die Titelkirche Sant’Anastasia.
Camillo Massimo starb am 12. September 1677 gegen 3 Uhr nachmittags in seinem römischen Palast nahe den Quattro Fontane und wurde in einem Familiengrab in der Lateranbasilika beigesetzt.

## Wirken
Camillo Massimo war ein bekannter Sammler von Münzen, Manuskripten und Büchern. Bei seinem Tod umfasste seine Sammlung 2553 Münzen, einige darunter wegen ihrer Seltenheit und ihrer historischen Bedeutung von hohem Wert. Er galt als einer der kenntnisreichsten Fachleute seiner Zeit für römische und griechische Münzen.